# Мартынов, Александр Николаевич
Алекса́ндр Никола́евич Марты́нов (1892—1956) — российский футболист, вратарь сборной Российской империи в двух матчах. Выступал за московские клубы: ЗКС, «Кружок Футболистов Сокольники», «Новогиреево», СКЛ, «Унион».

## Биография
29 августа (11 сентября) 1913 года защищал ворота второй сборной Москвы в товарищеском матче со сборной Норвегии (1:4), был в запасе первой сборной Москвы, которая 25 августа (7 сентября) обыграла Норвегию со счётом 3:0.
В 1914 году в составе сборной Москвы участвовал в Балтийских играх и Всероссийской Олимпиаде, провёл две официальные товарищеские встречи со сборными Швеции (2:2) и Норвегии (1:1).
В 1921 году эмигрировал в Болгарию, где выступал за команду ФК 13. После того играл за Русь (Прага). Выступал как минимум до 1925 г.